# Tijuana bible
Tijuana bibles ("bíblias de Tijuana", também conhecida como eight-pagers, Tillie-and-Mac books, Jiggs-and-Maggie books, jo-jo books, bluesies, gray-backs, and two-by-fours) eram revistas em quadrinhos pornográficas para adultos produzidas nos Estados Unidos de 1920 a meados de 1960. Uma típica Tijuana bible media aproximadamente 7 × 10.5 cm em preto e branco. Pouco se sabe sobre os artistas anônimos das Tijuana biles. Acredita-se que Wesley Morse, que mais tarde desenhou "Bazooka Joe", trabalhou em muitas delas antes da Segunda Guerra Mundial. Vários livros tentaram identificar o cartunista Doc Rankin como o criador de numerosas delas nos anos 30, embora isso ainda não tenha sido comprovado. Nos anos 50 Joe Shuster ilustrou um trabalho erótico com um estilo das Tijuana bibles chamado Nights of Horror. Muitos de seus personagens masculinos lembram o Superman e de algumas das personagens femininas, como a repórter Lois Lane.